# Liophidium
Liophidium är ett släkte av ormar. Liophidium ingår enligt Catalogue of Life i familjen snokar och enligt The Reptile Database i familjen Pseudoxyrhophiidae.
Arterna är med en längd mindre än 75 cm små ormar. De flesta släktmedlemmar förekommer på Madagaskar och några arter på Komorerna. Dessa ormar vistas i områden med sandig grund eller de gömmer sig i det översta jordlagret i skogar. Från Liophidium apperti och Liophidium therezieni är endast ett fåtal individer kända.
Arter enligt Catalogue of Life:
- Liophidium apperti
- Liophidium chabaudi
- Liophidium mayottensis
- Liophidium rhodogaster
- Liophidium therezieni
- Liophidium torquatum
- Liophidium trilineatum
- Liophidium vaillanti

The Reptile Database lister dessutom:
- Liophidium maintikibo
- Liophidium pattoni